# Madaktu
Madaktu war königliche Residenz Elams in der Zeit des neuelamischen Reiches (ca. 1000 bis 650 v. Chr.) und wird in dieser oftmals in assyrischen Texten genannt. Die Stadt wurde von Aššur-bani-apli geplündert. Madaktu ist vielleicht mit dem 6 ha großen Ruinenhügel Tepe Patak (ca. 40 km westlich von Susa) identisch, doch ist diese Identifizierung nicht gesichert. Da Madaktu bisher nicht mit Sicherheit lokalisiert und ausgegraben wurde, gibt es aus der Zeit des neuelamischen Reiches auch nur wenige Quellen zu den elamischen Herrschern, da diese mit Sicherheit vor allem in ihrer Hauptstadt tätig waren.
Vielleicht handelt es sich um das bei griechischen Autoren genannte Badake. Die Stadt ist auf einem neuassyrischen Relief abgebildet und hatte demnach eine Stadtmauer, einen oder zwei Tempel und war an zwei Seiten von einem Fluss umgeben.